# Graban

Graban

Borna IV

Graban (Borna IV, Brochwicz odmienny, Brochwicz II odmienny) – polski herb szlachecki, używany przez rodzinę osiadłą w Prusach. Odmiana herbu Brochwicz.

## Opis herbu
Istnieją co najmniej dwa poglądy na to, jak powinien wyglądać ten herb. Opisy z wykorzystaniem zasad blazonowania, zaproponowanych przez Alfreda Znamierowskiego:
Graban: W polu srebrnym jeleń czerwony, wspięty, ukoronowany. W klejnocie nad hełmem w koronie ogon pawi. Labry czerwone, podbite srebrem.
Taki herb przytacza za Uruskim Tadeusz Gajl, nazywając go Graban.
Borna IV: W polu srebrnym, na murawie zielonej, jeleń czerwony. W klejnocie ogon pawi. Labry czerwone, podbite srebrem.
Taki herb za Dachnowskim przytacza Przemysław Pragert i nazywa go Borna IV.

## Najwcześniejsze wzmianki
Używany przez rodziny osiadłe w Płowężu, w Prusach Królewskich. Przemysław Pragert spekuluje, że mogły go też używać kaszubskie gałęzie Bornów, (zob. Borna, Borna II, Borna III). Herb wymieniany w Herbarzu szlachty Prus Królewskich Dachnowskiego (wersja nazywana Borna IV) i w Rodzina. Herbarz szlachty polskiej Uruskiego.

## Herbowni
Borna, Graban, Niedroski, Niedrowski, Podkański, Potkański, Wroński.